# 查查克

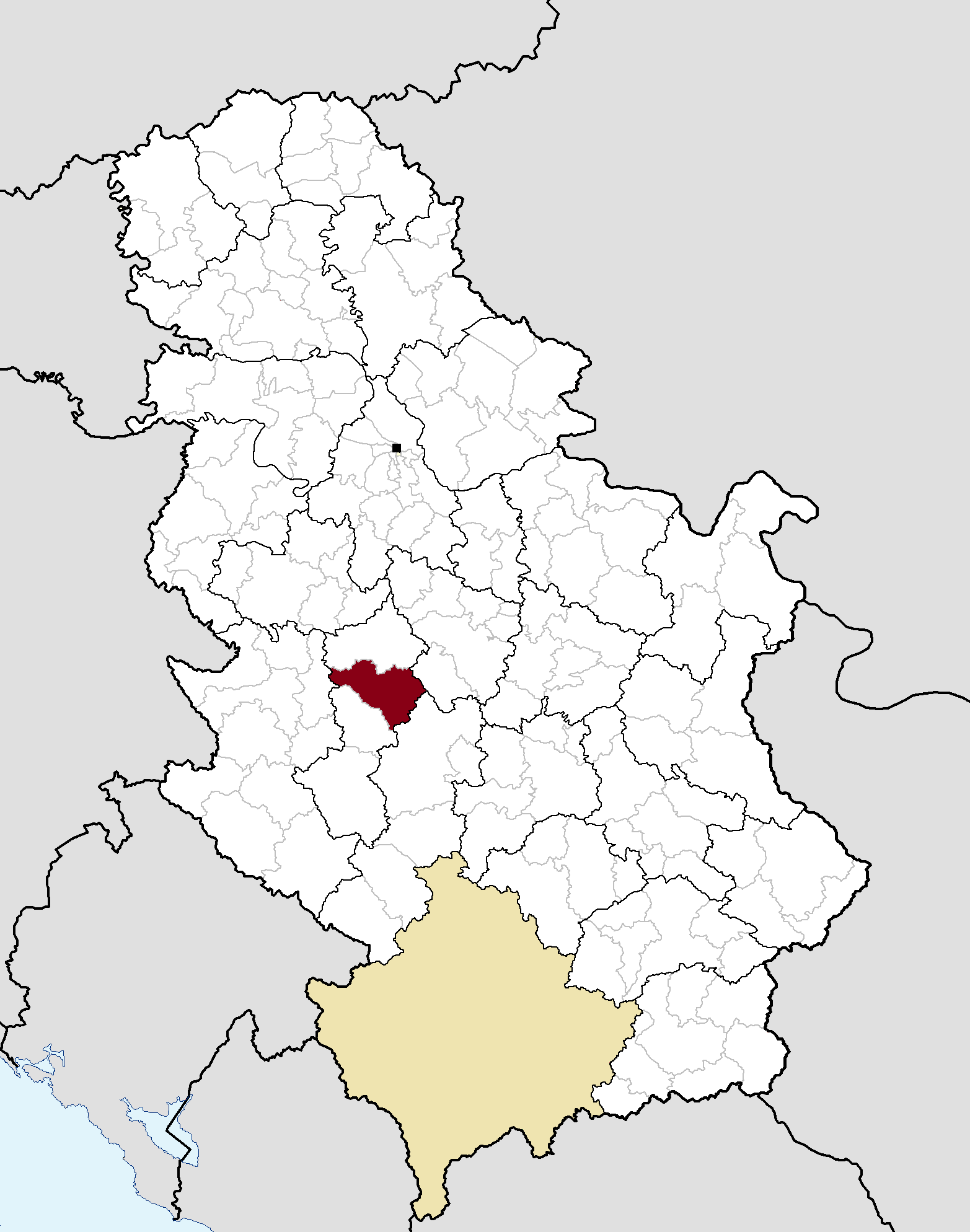
查查克地理位置

查查克（塞尔维亚语：／，國際音標：[tʃǎːtʃak]）是塞尔维亚的一座城市。位于首都贝尔格莱德市以南140公里。查查克是塞尔维亚莫拉瓦州的首府。人口117072（2002年数据）其中包括了市区周围的52个小镇。

## 地理
查查克市海拔204米，出在莫拉瓦河的上游。城市附近的奥佛查峰海拔为985米。查查克市总面积为636平方公里，分为三个区：
- Čačanska Kotlina 海拔200-300米。
- Brežuljkasto（山区）海拔300-500米。
- Planinski Predeo（山区）海拔300-985米。

附近山峰的名字为：
- Ovčar (985 m)
- Jelica (929 m)
- Kablar (885 m)
- Vujan (857 m)

莫拉瓦河穿过整个山区
Čačanska Kotlina的居民主要从事农业。两座山峰Kablar与Ovčar受塞尔维亚政府环境法的保护。自然保护区被命名为“Ovčarska-Kablanska Klisura”。保护区内林木茂盛，内有多种濒危的动植物。

## 气候
查查克的气候属于大陆性气候。年平均气温为10.47摄氏度。年平均适度为80.7%。查查克位于四座山脉的风口处，常年多风。

## 历史

### 考古发现
查查克附近最古老的考古发现可以追溯到石器时代（公元前8000－3200年）。此外，还发现有青铜时代的墓地。还发现有古罗马时期的农具以及工艺品。最古老的塞尔维亚文化的考古发现被追溯到公元10世纪。

### 中世纪至近代
查查克在塞尔维亚王国建立初期被命名为格拉达奇。查查克如今的名字最初出现于1408年。“查查克”在塞尔维亚语中的意思是“泥土”。
在奥斯曼帝国统治时期，查查克多次成为奥斯曼帝国与奥匈帝国冲突的战场；特别是在1683到1699年的维也纳战争中。当时奥匈帝国的军队相查查克推进，同时塞尔维亚人也发动了反奥斯曼帝国的起义。
1804年，第一次塞族反土耳其统治的起义开始于此。当时查查克的人口仅有250人。

## 文化
- 国家博物馆 (Народни музеј )
- 美术馆 (Уметничка галерија "Надежда Петровић")
- 市图书馆（Градска библиотека 藏书多达120,000余册）
- 艺术之家 (Дом културе)
- 摄影沙龙（Салон фотографије 摄影作品展与历史档案）